# Karthago Airlines
Karthago Airlines è stata una compagnia aerea con sede a Tunisi, Tunisia. Era di  proprietà privata, con servizi di charter tra la Tunisia e l'Europa. La base principale era l'aeroporto di Djerba-Zarzis, con hub a Tunisi-Cartagine e l'Aeroporto Internazionale di Monastir.
Nel 2008 è stata fusa con la Nouvelair, altra compagnia aerea tunisina con cui collaborava già da tempo.

## Storia
La società fu costituita nell'agosto 2001 ed era di proprietà del gruppo Karthago (58%) e di banche, assicurazioni ed investitori vari (42%). Iniziò le attività operative nella primavera del 2002 con una flotta di Boeing 737, tutti esclusivamente noleggiati. Nel 2006 le attività furono integrate con quelle della conterranea Nouvelair, azienda con cui si fuse definitivamente nel gennaio 2011.
La compagnia aerea utilizzava la Travel Technology Interactive's airline management system, Aeropack.

## Flotta
La flotta della Karthago Airlines era costituita da:
- 4 Boeing 737-300